# 钟震
钟震（1427年—？），直隸松江府華亭縣人，明朝官员、進士出身。

## 生平
雲南鄉試第三十五名。天顺元年(1457年)进士，三甲一百三名，后官至工部主事。